# Conde de Seia
Conde de Seia (originalmente: "Cêa") foi um título nobiliárquico criado por D. Fernando I de Portugal, em data desconhecida, em favor de D. Henrique Manuel de Vilhena.